# Солдатов, Константин Спиридонович
Константин Спиридонович Солдатов (1918—1944) — лейтенант Рабоче-крестьянской Красной Армии, участник Великой Отечественной войны, Герой Советского Союза (1945).

## Биография
Константин Солдатов родился в 1918 году в селе Ивановка (ныне — Курманаевский район Оренбургской области). После окончания семи классов школы и Бузулукского педтехникума работал учителем в сельской школе. В ноябре 1939 года Солдатов был призван на службу в Рабоче-крестьянскую Красную Армию. С июля 1942 года — на фронтах Великой Отечественной войны.
К августу 1944 года лейтенант Константин Солдатов командовал ротой 270-го инженерно-сапёрного батальона 64-й инженерно-сапёрной бригады 8-й гвардейской армии 1-го Белорусского фронта. Отличился во время освобождения Польши. С 1 августа 1944 года во время переправы советских войск через Вислу к югу от Варшавы рота Солдатова переправляла на понтонах артиллерийских подразделений с боеприпасами, эвакуировала раненых. Солдатов лично участвовал в оперативном восстановлении повреждаемых понтонов, что способствовало бесперебойной работе переправы. 6 августа 1944 года он погиб во время бомбардировки. Похоронен в селе Домброва Мазовецкого воеводства Польши.
Указом Президиума Верховного Совета СССР от 24 марта 1945 года за «мужество и героизм, проявленные при форсировании Вислы», лейтенант Константин Солдатов посмертно был удостоен высокого звания Героя Советского Союза. Также был награждён орденами Ленина и Красной Звезды, двумя медалями.
В честь Солдатова названы школа в селе Костино Курманаевского района, в которой он преподавал, и улица в его родном селе.